# Ibo kyoudai
Ibo kyoudai (trad. Fratellastri) è un film del 1957 diretto da Miyoji Ieki.

## Riconoscimenti
- 1958 - Festival internazionale del cinema di Karlovy Vary
  - Globo di Cristallo